# Goudhurst
Goudhurst är en ort och civil parish i grevskapet Kent i sydöstra England. Orten ligger i distriktet Tunbridge Wells, cirka 14 kilometer öster om Royal Tunbridge Wells. Tätorten (built-up area) hade 1 105 invånare vid folkräkningen år 2021.
I civil parishen ligger även orten Curtisden Green.